# Владычня (Лихославльский район)
Владычня — деревня в Лихославльском районе Тверской области России, входит в состав Вёскинского сельского поселения.

## География
Деревня расположена в 1,5 км на юго-восток от центра поселения деревни Вёски и в 8 км на юг от Лихославля.

## История
В 1839 году в селе была построена каменная Покровская церковь с 3 престолами, распространена в 1888 году, метрические книги с 1780 года.
В конце XIX — начале XX века село входило в состав Прудовской волости Новоторжского уезда Тверской губернии.  
С 1929 года деревня входила в состав Вёскинского сельсовета Лихославльского района Тверского округа Московской области, с 1935 года — в составе Калининской области, с 1994 года — в составе Вёскинского сельского округа, с 2005 года — в составе Вёскинского сельского поселения. 

## Население
| 1859 | 1884 | 2002 | 2010 |
| ---- | ---- | ---- | ---- |
| 309  | ↘294 | ↘12  | ↗16  |

## Достопримечательности
В деревне находится руинированная Церковь Покрова Пресвятой Богородицы (1839) и деревянная действующая Церковь Сергия (Сребрянского) (2002).